# Mosonyi György
Mosonyi György (Budapest, 1949. február 15. – Budapest, 2018. május 29.) magyar üzletember, a MOL Magyar Olaj- és Gázipari Nyrt. korábbi vezérigazgatója.

## Életpályája
Középiskolai tanulmányait a budapesti Petrik Lajos Vegyészeti Szakközépiskolában végezte, majd 1972-ben a Veszprémi Vegyipari Egyetemen vegyészmérnöki diplomát szerzett.

### Shell
Szakmai pályafutását az ÁFOR-nál kezdte (MOL Nyrt jogelődje), majd 1974-től a Shell International Petroleum Co. magyarországi képviseletén dolgozott kenőanyag-értékesítési képviselőként. 1986-tól kereskedelmi igazgatóként felügyelte az olaj- és vegyipari üzletágat. 1991-ben a Royal Dutch Shell meghívta a londoni központjába egy 8 hónapos felsővezetői képzésre. Ezt követően 1992-től 1993-ig a Shell-Interag Kft. ügyvezető igazgatója, majd 1994 és 1999 között a Shell Hungary Rt. elnök-vezérigazgatója. Mindeközben 1997-ben a vállalat közép- és kelet-európai régiójának elnöke lett, 1998-ban egyúttal a Shell Csehország vezérigazgatói feladatait is ellátta.

### MOL
1999-ben tért vissza a MOL Magyar Olaj- és Gázipari Nyrt-hez, ahol 2011-ig a vállalat vezérigazgatója, illetve a MOL Igazgatóságának tagja volt. 2000-ben vezérigazgatói tevékenysége idején a MOL stratégiai partnerséget kötött a Slovnaft-tal, ezzel lebonyolítva Közép-Európa első jelentős méretű, határokon átnyúló konszolidációs tranzakcióját. Két évvel később a MOL többségi tulajdonosa lett a Slovnaft-nak. Ezt követően 2003-ban a MOL 25%+1 részvényt szerzett a horvát állami olajipari vállalatban, az INA-ban, amelyet 2008-ban 47 százalékra növelt. A következő években számos nemzetközi kutatás is kezdetét vette, többek között Kazahsztánban, Pakisztánban, Oroszországban és Ománban. Nyugdíjba vonulását követően sem távolodott el a vállalattól, hiszen 2011-től 2018-ig a MOL Felügyelőbizottság elnöke. Emellett 2002-től 2015. április 15-ig a Tiszai Vegyi Kombinát (TVK) Igazgatóságának elnöke volt.
A nyugati céges háttérből hozott angolszász üzleti menedzsment kultúra, az akkor újszerű üzleti koncepciók meghonosítása (pl. corporate governance, fenntartható fejlődés), illetve egy nagy volumenű fejlesztési program levezénylése mind hozzájárultak ahhoz, hogy a MOL mára egy nemzetközi piacon is versenyképes céggé vált.
2006 és 2011 között a MOL Igazgatóság Fenntartható Fejlődés Bizottságának elnöke. Vezetése idején 2010-ben a MOL-csoport, a kelet-közép-európai régióból egyedüli vállalatként, bekerült a Dow Jones Fenntarthatósági Indexet alkotó vállalatok közé, valamint a fenntarthatóság terén elnyerte a „Legjobban fejlődő” vállalat címet. „A 2006-ban bevezetett fenntarthatósági stratégiánk elismerése, hogy egyedüli cégként a régióból bekerültünk a világ legjobbjai közé. Ez a kiemelkedő eredmény világosan bizonyítja, hogy a fenntarthatóság iránti elkötelezettségünk nem üres szólam csupán, hanem a MOL-csoport mindennapi üzleti tevékenységének szerves része” – nyilatkozta akkor Mosonyi György. A MOL a fenntarthatóság jelszavát főként Mosonyi vezérigazgatói törekvései miatt vezette be. Meggyőződéssel hitt benne, hogy „a társadalom értéket akar látni a cégek működésében, ezért nem elég termelni, meg kell fogalmazni az értékválasztás elveit is". A cég hitelessége ebből a szempontból szerinte elsősorban az első számú vezetőn múlik.

### Családja
Felesége, Mosonyi Ágnes, akivel 40 évig élt házasságban. Gyermekei: Dániel (1984), Szilvia (1980) és Nikoletta (1978).

## Vezetői elvek
„A vezető legnagyobb erénye, ha empatikus készséggel bír, tehát képes a másik helyébe képzelni magát, úgy gondolkodni, hogy ő miért csinálja azt, miért mondja azt, és akkor egy lépéssel közelebb vagyunk a megoldáshoz."
„A legjobb szakembereket gyűjtöm magam köré, és mindig csapatban gondolkodom. Hiszek abban, hogy csak a közös erőfeszítés mellett születnek meg a legjobb megoldások. A vezető feladata a motiválás és a megteremtett értékek szintetizálása."
„A csapat összeállításában vannak alapvető kiválasztási szempontjaim. A szakmai hozzáértés az elsődleges.[...] A második az integritás: valaki olyan transzparens, áttetsző módon dolgozzon, hogy fel se merüljön, hogy nekem bármit is kontrollálnom kelljen az ő tevékenységében - maga a személy legyen teljesen feddhetetlen. A harmadik az, hogy ő is legyen csapatjátékos, tudjon örülni a másik sikerének."
„Amikor az ember értelmes dolgokat csinál, értelmes emberek között, akkor az öröm, nem mókuskerék. Akkor van mókuskerék, amikor valaki nem tud értelmes dolgokkal foglalkozni valami oknál fogva, vagy olyan környezetben dolgozik, ahol nem érzi jól magát. Nekem nagy szerencsém volt életem során, hogy mindig olyan helyen dolgoztam, ahol értelmes munkát tudtam végezni, és értelmes emberek körében tudtam dolgozni."

## Tisztségei
- a Magyar Ásványolaj Szövetség[21] és a Kőolaj- és Kőolajtermék Készletező Szövetség[22] alelnöke (1992–1999)[8]
- a Befektetői Tanács társelnöke[23] és a Magyar Európai Unió Bővítési Tanács, az Európai Gyáriparosok Kerekasztala helyi szervezetének elnöke (1998–1999)[8]
- a Munkaadók és Gyáriparosok Országos Szövetségének[24] elnökségi tagja (2008–2012)[25]
- az Amerikai Kereskedelmi Kamara (AmCham)[26] igazgatósági tagja (2002–2005)[8]
- a Magyar Kereskedelmi és Iparkamara alelnöke 2016-ig[5]
- a Joint Venture Szövetség alelnöke 1995-1999, elnöke (2000–2006), elnökségi tagja (2011–2015)[27]
- a World Petroleum Council[28] Magyar Bizottságának elnöke 2015-ig[4]
- a Magyar Telekom Nyrt. igazgatóságának tagja (2012–2018)[4]

## Díjai és elismerései
- Ipari és Kereskedelmi Minisztérium 1995: Eötvös Loránd-díj[8]
- Menedzserszövetség 2006: Az Év Menedzsere[29]
- 2010-ben a gazdaságban végzett több évtizedes kimagasló tevékenységéért és szakmai életútjának elismeréseként megkapta a Magyar Köztársasági Érdemrend tisztikeresztjét.[4][30]
- Menedzserszövetség 2015: Az Év Menedzsere Életműdíj[29]
- Magyar Kereskedelmi és Iparkamara 2016: Mercur-Díj[4]

## Interjúk
- Balázs Edith & Vince Mátyás: We don't want to play politics, we want to sell the gas business - Interview with MOL CEO György Mosonyi, Business Hungary, 2002 March, Vol. XVI/3., 16-18.
- Érsek M. Zoltán: Közösen a legjobb megoldásokért, Világgazdaság, Menedzser Heti Magazin, 2003. május 16, 2.[6]
- Csabai Károly: A Mol lejáratására irányuló vádak teljességgel alaptalanok, HVG, 2011. április 9., 34-35.[31]
- GR-MTD: Sticking to what he knows, Budapest Business Journal, 2011 July-August, Vol. 19, No. 14, 20.[32]
- Galambos Márton: Nem került veszélybe az életművem, Forbes, 2014. január, 40-42.